# Adrian Mole
Albert Adrian Mole (nato il 2 aprile 1967) è l'immaginario protagonista di una serie di libri dell'autrice inglese Sue Townsend. Il personaggio apparve per la prima volta (come Nigel Mole), in un'intervista alla BBC Radio 4 svolta nel 1982. I libri sono scritti in forma di diario, con qualche contenuto aggiuntivo come corrispondenza.

## Storia
La serie ha due temi principali. I primi libri si concentrano sui desideri e le ambizioni nella vita di Adrian (sposare il suo amore, Pandora, pubblicare le sue poesie e i romanzi, ottenere la sicurezza finanziaria) e il suo completo fallimento per la loro realizzazione.
Il secondo tema è la rappresentazione della situazione sociale e politica in Gran Bretagna, con particolare riferimento alla sinistra politica negli anni ottanta, nei primi tre libri. Ad esempio, i genitori di Adrian divorziano in un momento in cui era molto raro che ciò accadesse.
I due ultimi libri vanno in nuove direzioni, mostrando Adrian come un adulto in ambienti diversi.

## Serie
- The Secret Diary of Adrian Mole, Aged 13¾ - Il diario segreto di Adrian Mole (1982)
- The Growing Pains of Adrian Mole - Fuori di zucca (1985)
- The True Confessions of Adrian Albert Mole - Il Grande Io (1989)
- Adrian Mole: The Wilderness Years (1993)
- Adrian Mole: The Cappuccino Years (1999)
- Adrian Mole and the Weapons of Mass Destruction (2004)
- The Lost Diaries of Adrian Mole, 1999-2001 (2008)
- Adrian Mole: The Prostrate Years, (2009)

È stato pubblicato Adrian Mole From Minor to Major, contenente i primi tre libri.
| Controllo di autorità | VIAF (EN) 6408157416863316710006 · LCCN (EN) nb2018010457 |